# NGC 3768
NGC 3768 (również PGC 35968 lub UGC 6589) – galaktyka soczewkowata (S0), znajdująca się w gwiazdozbiorze Lwa. Odkrył ją William Herschel 14 marca 1784 roku.